# Хапоель (Ашкелон)
«Хапоель» (Ашкелон)  (івр. מועדון כדורגל הפועל אשקלון) — ізраїльський футбольний клуб з Ашкелона. Домашня майданчик — стадіон «Сала», що вміщає 10 000 глядачів.

## Історія
Команда «Хапоель» (Ашкелон) була заснована в 1955 році. Ашкелонський клуб провів більшу частину своєї історії в нижчих дивізіонах ізраїльського футболу і вперше вийшов у Лігу Леуміт — на той момент вищу лігу чемпіонату Ізраїлю — в 1997 році, але протримався в ній всього один сезон. Наступне повернення у вищий дивізіон відбулося в 2010 році, при цьому за два роки «Хапоель» пройшов шлях з третьої ліги, спочатку з Шиє Файгенбоймом, а потім з Урі Мальмільяном як головний тренер. У надії закріпитися у вищій лізі власник клубу Проспер Агазі придбав цілий ряд нових гравців, включаючи двох членів національної збірної і кількох легіонерів, а також надав оновленому складу для згуртування свою власну віллу, але і на цей раз ашкелонці покинули вищу лігу всього через рік.
Нарешті, в сезоні 2015/16 року клуб зайняв друге місце в Національній лізі і знову завоював право грати у вищому футбольному дивізіоні — Прем'єр-лізі Ізраїлю. Цього разу команда зуміла у першому сезоні 2016/17 зберегти прописку в еліті і вилетіла лише за підсумками сезону 2017/18
В рамках інших змагань ашкелонці кілька разів вигравали Кубок Тото — двічі в другому і тричі в третьому дивізіоні.

## Досягнення
- Ліга Леуміт
  - Чемпіон 1996-97
  - 2-е місце 2015-16
- Ліга Арцит
  - Чемпіон 2004-05[6]
- Ліга Алеф
  - Чемпіон 2014-15[7]
- Кубок Тото
  - Ліга Леуміт — переможець 1984-85, 2015
  - Ліга Арцит — переможець 2001-02, 2002-03, 2004-05